# Dictyochophyceae
Die Dictyochophyceae sind ein Taxon von Einzellern aus der Gruppe der Stramenopilen (auch Heterokonta oder Chromista genannt).

## Merkmale
Alle Vertreter sind Einzeller, selten bilden sie Aggregate oder Zellkolonien. Dictyochophyceae besitzen, wie die verwandten Gruppen (als Taxon Diatomista genannt), keine Zellwand, manchmal tragen die Zellen eine Hülle aus Zelluloseschüppchen. Viele Vertreter sind begeißelt, es ist dann immer nur eine funktionale Geißel vorhanden, die als Schleppgeißel wirkt (d. h. vorn ansetzt und die Zelle zieht), diese ist mit dreiteiligen Flimmerhärchen (Mastigonema) besetzt. Charakteristisch für die weitere Verwandtschaftsgruppe ist die Verankerung des Kinetosomen der Geißel, die teilweise reduziert ist, eine Verankerung aus Mikrotubuli fehlt ebenso wie eine Rhizoplast genannte Wurzel; dadurch sitzt der Kinetosom fast unmittelbar dem Zellkern auf. Der Kinetosom, gelegentlich ein Rudiment der zweiten Geißel (typisch für die, danach benannten, Heterokonta) sind vorhanden. Einige Vertreter besitzen ein Zellskelett aus amorphem Siliciumdioxid, andere sind nackt und oft amöbenartig beweglich, viele können Scheinfüßchen (Pseudopodien) ausstülpen. Die Chloroplasten sind durch einen gürtelförmigen einzelnen Pyrenoid gegliedert. Sie sind gelbgrün gefärbt, Pigmente sind die Chlorophylle a und c1 und c2, außerdem Carotinoide (aus der Gruppe der Xanthophylle), darunter Fucoxanthin Diatoxanthin und Diadinoxanthin. Bei einigen Vertretern sind die Plastiden teilweise rückgebildet und farblos, sie ernähren sich heterotroph, die anderen sind rein phototroph oder mixotroph. Augenflecken fehlen immer.
Die Gruppe ist durch morphologische und molekulare (genetische) Merkmale recht gut abgesichert, ihre Zusammengehörigkeit ist seit Anfang der 1990er Jahre bekannt. Nahe verwandt und mögliche Schwestergruppe sind die Pelagophyceae.

## Systematik

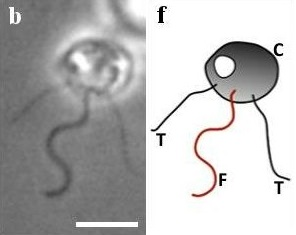
(b) Phasenkontrast-Aufnahme und (f) Schemazeichnung von Pteridomonas danica; C: Zelle, F: Geißel, T: Tentakel. Balken 5 μm.

Innerhalb der Klasse der Dictyochophyceae werden drei Ordnungen unterschieden:
- Dictyochales mit Silikat-Skelett zumindest in einem Lebensstadium, immer mit Chloroplasten. marin.
- Pedinellales: Flagellaten, nackt, mit organischen Schuppen oder Lorica genannter Zellhülle; Plastiden vorhanden oder fehlend, dann oft mit Greiftentakeln. marin und limnisch. Gattungen: Pedinella, Apedinella,  Helicopedinella, Mesopedinella, Pseudopedinella, Actinomonas, Pteridomonas.
- Rhizochromulinales: vegetative Zellen sind amöboid, Zoosporen begeißelt; Plastiden vorhanden. Einzige Art ist Rhizochromulina marina.